# ЗіУ-11
ЗіУ-11, також ЗіУ-681 (рос. ЗиУ-11) — експериментальний радянський високопідлоговий тролейбус середньої місткості для внутрішньоміських пасажирських перевезень на базі тролейбусу ЗіУ-9, що вироблявся впродовж 1973—1976 років на колишньому заводі імені Урицького в місті Енгельсі Саратовської області.

## Історія
Назвою машини є абревіатура повної назви заводу-виробника (Завод імені Урицького), яка також була його торговельною маркою до перейменування підприємства.
Радянський тролейбус ЗіУ-5, що серійно вже виготовлявся з 1959 року, а з 1966 року — ЗіУ-7, експлуатувалися в різних містах СРСР, тож виникла потреба розробити тролейбус зі скороченим кузовом для перевезеня пасажирів на маршрутах з меншим трафіком.
1971 року, на основі прототипу ЗіУ-9, почалась розробка ЗіУ-11. Кузов тролейбусу був укорочений на одне вікно між першою та другою дверима, що зробило конструкцію приблизно на метр коротшою. Це зменшило кількість місць у салоні з 32 до 22.
1972 року виготовлено перші два тролейбуси ЗіУ-11. З моменту проєктування було змінено позначення моделі на ЗіУ-681 (рос. ЗиУ-681), але це позначення не прижилося для цього типу. Прототипи відповідали першій серії ЗіУ-9В / ЗіУ-682B.
1973 року у Саратові почалося випробування двох тролейбусів ЗіУ-11. Гарантований термін експлуатації становив 5 років. Новий тролейбус мав більш короткий корпус, за рахунок чого мав підвищену маневреність та був найбільш зручним на вузьких вулицях міст з крутими поворотами. На тролейбусах ЗіУ-11 почали випробувати автоматичні штанги (струмоприймачі). Випробування прототипів тривали до 1974 року, але ця модель виявилася невдалою (мала пасажиромісткість, моторошні реактивні тяги змушували кузов при будь-якій зупинці розгойдуватися, а  штанги (струмоприймачі) через розгойдування кузову часто сходили з контактної мережі), тож подальше зосередженя виробництва пало на користь ЗіУ-9 з подальшою його модернізацією.
Всього, впродовж 1973—1976 років, заводом імені Урицького було виготовлено лише п'ять експериментальних тролейбусів моделі, що отримали індекс ЗіУ-11 (ЗіУ-681).

## Експлуатація
ЗіУ-11 експлуатувались на регулярних маршрутах лише в двох містах РРФСР: у Волгограді та Чебоксарах, але найточнішого розподілу між містами невідомо. Тролейбуси пропрацювали до початку 1980-х років, після чого були списані та утилізовані. Жоден вцілілий екземпляр ЗіУ-11 не зберігся до наших часів.
1983 року останній тролейбус цієї моделі був списаний у Волгограді. 
| Країна       | Місто     | Роки експлуатації | Кількість | Бортовий номер |
| ------------ | --------- | ----------------- | --------- | -------------- |
| СРСР / РРФСР | Волгоград | 1974—1983         | 1         | 4001           |
|              | Чебоксари | 1974—1980-ті      | ?         | ?              |